# Улу (река)
Улу́ (Улуу) — река, левый приток Амги, протекает по территории Алданского района Якутии в России. Длина реки — 115 км, площадь водосборного бассейна — 2220 км².

## Описание
Улу начинается на высоте 406 м над уровнем моря в месте слияния рек Оргётёх и Исях. Генеральным направлением течения реки является юго-восток. Улу впадает в Амгу на высоте 231 м над уровнем моря, юго-западнее острова Улу-Ары.
Притоки (от устья):
- Тёрют-Юрюе (левый)[7];
- Туруктах (левый)[7];
- Усмун (правый)[7];
- Кёнё (левый)[8];
- Учюгей-Юрях (левый)[8];
- Сулар (левый)[8];
- Крестях (левый)[8];
- Верхний Крестях (левый)[8];
- Арахсы (правый)[9];
- Буспут (левый)[10];
- Тиенне-Орюс (правый)[10];
- Умнас (левый)[10];
- Батыя (правый)[10];
- Тиенне (правый)[10];
- Кюельлях (левый)[10];
- Курунг-Юрях (левый)[11];
- Сулбуй (левый)[11];
- Кюргелях (левый)[11];
- Кылаччы (правый)[12];
- Илях (левый)[11];
- Нуруччу (левый)[11];
- Аччыгый-Тала (левый)[12];
- Сытый (правый)[12];
- Орто-Тала (левый)[12];
- Улахан-Тала (левый)[13];
- Хороннох (правый)[13];
- Улахан-Хороннох (правый)[13];
- Маначчи (правый)[13].

## Данные водного реестра
По данным государственного водного реестра России и геоинформационной системы водохозяйственного районирования территории РФ, подготовленной Федеральным агентством водных ресурсов:
- Бассейновый округ — Ленский;
- Речной бассейн — Лена;
- Речной подбассейн — Алдан;
- Водохозяйственный участок — Амга[1].

Код объекта в государственном водном реестре — 18030600812117300048351.